# Lysice
Lysice jsou městys v okrese Blansko v Jihomoravském kraji. Leží přibližně třicet kilometrů severně od Brna. Žije zde přibližně 2 000 obyvatel.

## Název
Nejstarší zápisy mají podobu Lizecz (1308), Lyssecz (1351, 1353), Lissicz (1375), Lissecz (1397) a ukazují na podobu jména Lysce nebo Lišce. Výchozí tvar Lysci nebo Lyšci je množné číslo od obecných slov lišec – "zlý, špatný člověk" nebo lysec – "holohlavý nebo neochlupený člověk". Na vesnici tedy bylo přeneseno označení jejích obyvatel. Nedokonalý způsob středověkých zápisů nedovoluje jednoznačně rozhodnout mezi oběma variantami, podoba "lysci" je nicméné pravděpodobnější. Zakončení -ice ve jménu vsi bylo převzato ze jmen jiných sídel.

## Historie

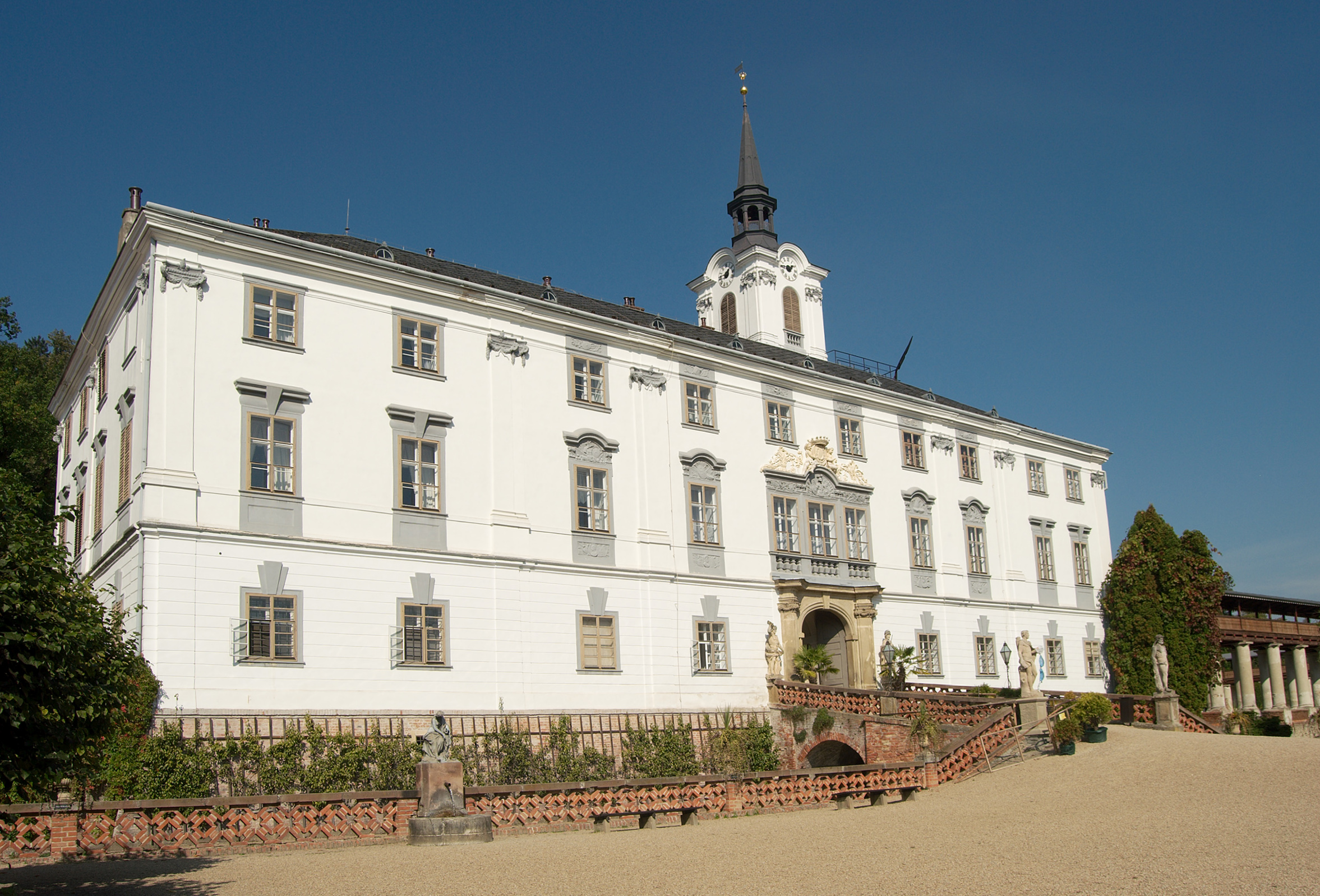
Zámek

První písemná zmínka o obci pochází z 21. ledna 1278, dříve bylo uváděno 1308 (de Lizecz). Nicméně osídlení této oblasti je podstatně starší, jak nasvědčují archeologické nálezy. Lysice se od počátku staly centrem lysického panství, u kterého se vystřídalo několik majitelů např. v 16. století Vilém z Pernštejna, později Jan Arnošt de Montrochier, Leopold Dietrichstein a další. Roku 1514 Hynek Boček z Kunštátu udělil Lysicím právo odúmrti. Na městečko byla obec povýšena až v roce 1652 císařem Ferdinandem III.
Od 23. října 2007 byl obci vrácen status městyse.

## Obyvatelstvo
| Rok            | 1869  | 1880  | 1890  | 1900  | 1910  | 1921  | 1930  | 1950  | 1961  | 1970  | 1980  | 1991  | 2001  | 2011  | 2021  |
| -------------- | ----- | ----- | ----- | ----- | ----- | ----- | ----- | ----- | ----- | ----- | ----- | ----- | ----- | ----- | ----- |
| Počet obyvatel | 1 814 | 1 895 | 1 907 | 1 934 | 1 860 | 1 715 | 1 629 | 1 515 | 1 575 | 1 591 | 1 618 | 1 798 | 1 843 | 1 885 | 1 853 |
| Počet domů     | 259   | 268   | 261   | 276   | 286   | 292   | 329   | 380   | 385   | 413   | 420   | 513   | 554   | 601   | 620   |

## Správa městyse

### Obecní symboly
Vlajka byla městysi udělena rozhodnutím předsedy Poslanecké sněmovny Parlamentu České republiky dne 9. dubna 2002.

## Pamětihodnosti
- hrad Rychvald, zřícenina
- zámek Lysice
- kostel svatého Petra a Pavla
- pohřební kaple svatého Kříže
- socha Panny Marie na náměstí Osvobození
- socha svatého Jana Nepomuckého
- horní a dolní kašna na náměstí Osvobození
- radnice z roku 1768
- hrobka rodiny Dubských na místním hřbitově
- škola od architekta Bohuslava Fuchse
- památník obětem 1. a 2. světové války

## Osobnosti
- Bartoloměj Janků (1841–1885), právník a politik, zemský poslanec
- Eduard Till (1824–1898), podnikatel, obchodník se železem, císařský rada